# Station Wakayama
 Station Wakayama (和歌山駅,  Wakayama-eki) is een spoorwegstation in de Japanse stad Wakayama, gelegen in de prefectuur Wakayama. Het wordt aangedaan door de Hanwa-lijn, de Kisei-lijn, de Wakayama-lijn (JR West) en de Kishigawa-lijn (Wakayama Spoorwegmaatschappij). Het station heeft acht sporen, gelegen aan vijf perrons (twee eilandperrons en drie zijperrons).

## Lijnen

### JR West
| 1   | ■ Hanwa-lijn    | intercity's richting Tennōji Shin-Ōsaka, Kioto |
| 2,3 | ■ Hanwa-lijn    | richting Hineno, Ōtori en Tennōji              |
| 4,5 | ■ Kinokuni-lijn | richting Gobō en Shingū                        |
| 7   | ■ Wakayama-lijn | richting Kokawa, Hashimoto en Ōji              |
| 8   | ■ Kisei-lijn    | intercity's richting Wakayamashi               |

### Wakayama Spoorwegmaatschappij
| 1 | ■ Kishigawa-lijn | richting Kōtsū Center-mae en Kishi |

## Geschiedenis
Het station werd in 1924 geopend als station Higashi-Wakayama. Met de opening van de Hanwa-lijn in 1930 werd de stationsnaam veranderd Hanwa-Higashi-Wakayama. In 1940 werd het Nankai-Higashi-Wakayama en uiteindelijk kreeg het in 1968 de huidige naam.

## Overig openbaar vervoer
Er bevindt zich een busstation nabij het station.

## Stationsomgeving
- Wakayama Mio (winkelcentrum)
- Wakayama Terminal Building:
  - Kintetsu Warenhuis Wakayama
  - Hotel Granvia Wakayama
- Sun Hotel Wakayama
- Wakayama Urban Hotel
- City Inn Wakayama (Hotel)
- Kentucky Fried Chicken
- 7-Eleven
- Lawson
- Lotteria
- Daily Yamazaki

(Yamatoji-lijn<<) Ōji · Hatakeda · Shizumi · Kashiba · JR Goidō · Takada · (>>Sakurai-lijn) · Yamato-Shinjō · Gose · Tamade · Wakigami · Yoshinoguchi · Kitauchi · Gojō · Yamato-Futami · Suda · Shimohyōgo · Hashimoto · Kii-Yamada · Kōyaguchi · Nakaiburi · Myōji · Ōtani · Kaseda · Nishi-Kaseda · Nate · Kokawa · Kii-Nagata · Uchita · Shimoisaka · Iwade · Funato · Kii-Ogura · Hoshiya · Senda · Tainose · Wakayama